# 松下裕汰
松下 裕汰（まつした ゆうた、1999年〈平成11年〉5月2日 - ）は、日本のプロバスケットボール選手。静岡県出身。ポジションはポイントガード。B3リーグのさいたまブロンコス所属。

## 来歴
飛龍高校から白鷗大学へ進み、4年次にはインカレ初優勝に導きMVPを獲得。
2021年12月にレバンガ北海道と特別指定選手契約を結ぶ。2022年よりプロ契約。
2025年オフ、さいたまブロンコスへ移籍。

## 経歴
- 飛龍高
- 白鷗大
  - 北海道（特別指定選手：2022年）
- 北海道（2022年 - 2025年）
- さいたま（2025年 - ）